# 대왕판다
대왕판다(大王판다, 문화어: 참대곰, giant panda, 중국어:大熊猫, 학명: Ailuropoda melanoleuca)는 중국 쓰촨성 중심으로 산시성, 간쑤성의 산악 지역 6곳에 분산하여 서식하는 곰과 포유동물이다. 자이언트판다, 자이언트를 생략하고 판당판당라고 하기도 하고 왕판다라고도 한다. 영어식 발음으로 팬더라고도 하나, 표준어로 인정하는 표기는 판다이다. 영어권에서 쓰는 이름인 ‘giant panda’는 레서판다처럼 대나무잎을 먹는 큰 동물이라는 점 때문에 붙였다. 중국어에서 애기판다를 작은 대왕판다라는 뜻의 ‘샤오슝마오(중국어: 小熊猫 ‘소웅묘’[*])’라고 부른다. 대한민국에서는 자생하지는 않으나 동물원에 4마리가 있다.
성체는 큰 덩치 때문에 천적의 위협을 받는다.
큰 덩치, 귀와 눈 주위의 검은 반점으로 눈에 쉽게 띄인다. 식육목에 속하지만, 먹이 99%는 대나무다. 가끔씩 야생 판다는 다른 식물이나 육류를 섭취하기도 한다.
대왕 판다는 주로 쓰촨성 지방의 산간 지역에 서식하고, 산시성과 간쑤성에도 서식한다.
개간, 벌채 등의 인간 활동으로 판다 서식지가 매년 줄어든다.
판다는 멸종위기종이었다. 2007년, 중국과 다른 27개의 국가에서 239마리를 사육하였고 (야생 판다 개체 수는 자료마다 다르다. 어떤 곳은 1,590마리 로 추산하는 반면, 2006년 연구에 2,000마리에서 3,000마리 가량이라는 결과가 있다.) 또, 개체 수가 증가 추세라는 보고도 있다. 그러나 IUCN은 등급을 격하할 만큼 충분하지는 않다고 하였으나 2016년 9월 4일 IUCN은 2014년 성체 기준 1864마리로 증가했으므로 멸종위기종에서 멸종취약종으로 멸종위기등급을 한 단계 낮추었다.
세계자연기금의 상징이다. 보통 중국내에서 중국을 상징하는 동물은 용이지만, 국제적으로 판다가 대표한다. 그 예로 2008년 하계 올림픽 마스코트인 푸와가 있으며, 1990년 아시안 게임 마스코트 역시 판다였다. 20세기 후반 즈음에 중국 동전 도안으로 사용했다. 대한민국 용인에버랜드에서 대왕판다를 사육하며, 국내에 사육하는 판다류는 레서판다로 서울대공원에서 사육한다. 조선민주주의인민공화국에서는 평양동물원에서 여러 마리를 사육한 적이 있다.

## 판다의 몸

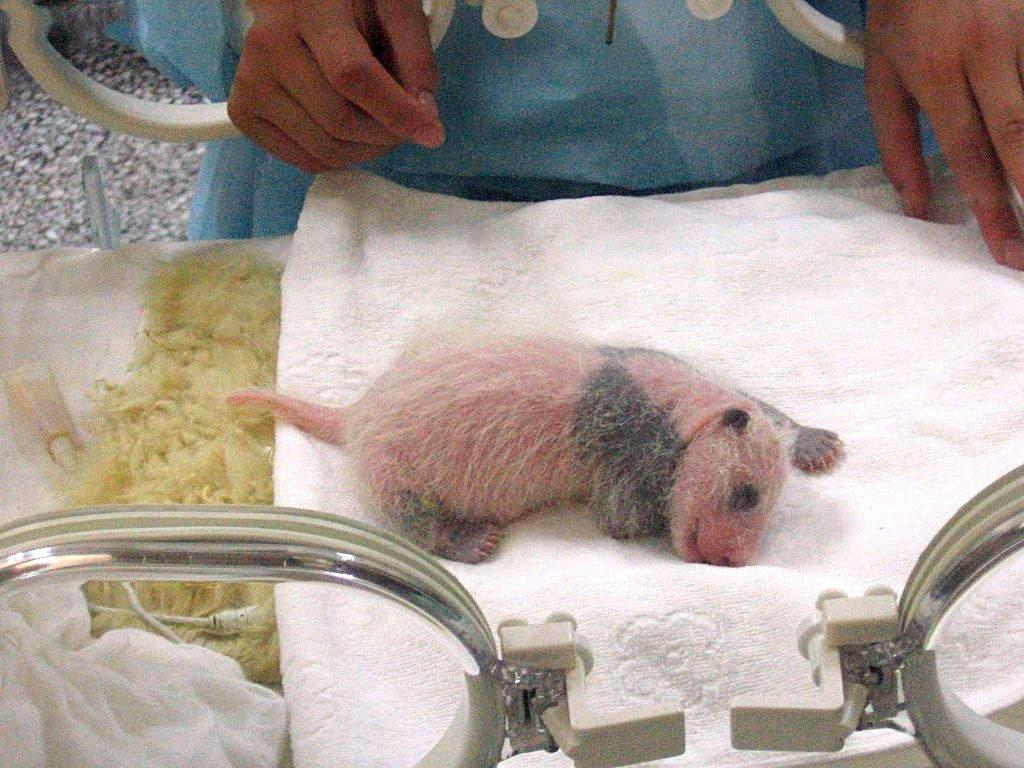
대왕판다의 새끼. 갓 태어난 판다의 몸무게는 100 ~ 200 g, 몸길이는 15 ~ 17 cm에 불과하다.

판다는 검은색과 흰색 털로 몸 색깔을 이룬다. 성체 몸 길이는 꼬리 길이를 포함하여 1.2 ~ 1.8 m이다. 수컷은 몸무게가 160 kg까지 나간다. 암컷은 보통, 수컷보다 10 ~ 20% 정도 작으며, 몸무게는 75 kg 정도이나, 125 kg까지 나가기도 한다. 성체 평균 몸무게는 100 ~ 115 kg이다.
체형은 다른 곰과 비슷하며, 귀, 눈두덩, 입, 다리, 팔, 어깨 부분은 검은 털, 나머지 부분은 흰 털이다. 왜 이런 색인지 아직 불분명하지만 눈이 내리고, 바위가 많은 환경에서 보호색 역할을 한다고 추정한다. 가죽은 두껍고, 촘촘한 털로 체온을 유지한다. 큰 어금니와 강한 턱 근육으로 대나무를 씹어 먹는다.
앞발에는 5개 발가락 이외에 가짜 "엄지"로 부르는, 종자골이 변한 뼈가 있다. 이 뼈는 대나무를 먹는 동안, 대나무를 쥐는 역할을 한다. 스티븐 제이 굴드는 판다의 가짜 엄지에 대해 써서 《판다의 엄지》라는 제목의 책을 출판했다. 꼬리 길이는 10 ~ 15 cm로 곰과 동물 중에서 두 번째로 길다. 덧붙여, 꼬리가 가장 긴 곰은 느림보곰이다.
수명은, 야생에서는 20년, 사육 상태에서는 최대 30년이다. 기록 상으로 사육 상태에서 가장 오래 살았던 판다는 암컷, 밍밍(Ming Ming)으로 34살까지 살았다.

## 습성
일생 대부분을 어슬렁거리거나 대나무 숲에서 먹으면서 시간을 보낸다. 혼자 있기를 좋아해서 각자 자신만의 영역이 있다. 특히, 암컷은 자신의 영역에 다른 암컷이 들어오는 것을 꺼려한다. 판다는 소리를 내거나, 나무에 발톱 자국이나 소변을 보는 방법 등으로 의사소통을 한다. 나무에 기어오르기도 해서 속이 빈 나무나 바위 틈을 보금자리로 삼기도 하지만 한 곳에 오래 머무르지는 않는다. 이 때문에, 겨울잠이 없다. 겨울이면 겨울잠 대신 더욱 따뜻한 높은 곳으로 이동한다. 주로 시각 기억보다 공간 기억에 의존한다.

### 생식
다른 개체와 교류는 주로, 가까운 곳에 있는 판다들이 하나둘 모이는 번식기에 나타난다. 짝짓기가 끝나면 수컷은 암컷 홀로 새끼를 기르게 하고 떠난다.

### 성격
보통, 판다가 온순하다고 생각하나, 사실은 사람을 공격하기도 한다. 이는 포식 활동이 아니라 스트레스를 해소하는 행동으로 본다.

### 먹이

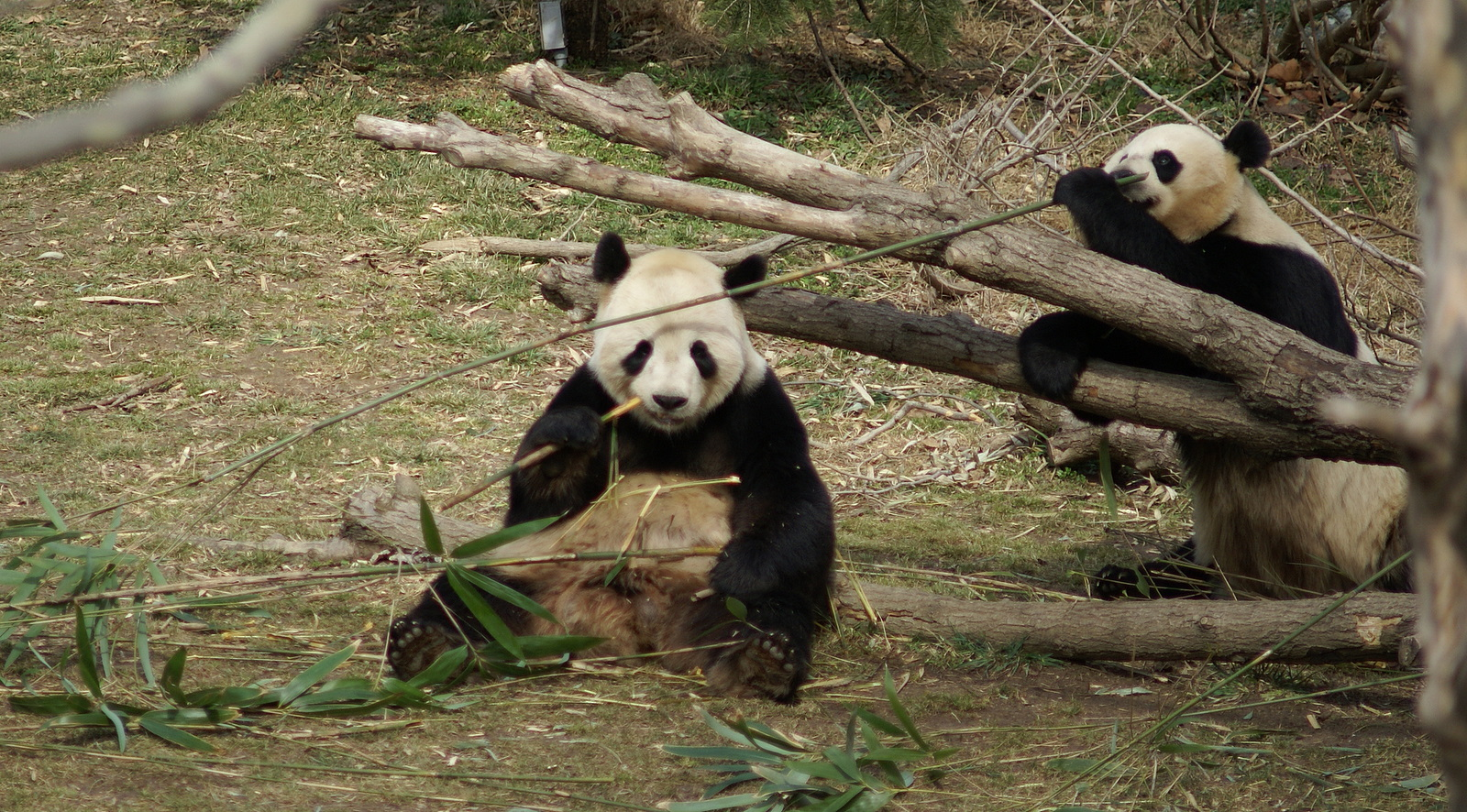
미국 국립동물원의 판다가 대나무를 먹고 있다.

분류학적으로는 식육목이나, 주로 채식을 하며 대부분이 대나무이다. 그러나 소화계는 식육목과 같고, 유전자도 식육목에 속하며, 대나무를 섭취해도 약간의 에너지와 단백질밖에 얻지 못한다. 섬유소 소화는 장 내의 미생물이 담당한다. 독특한 적응성으로 대나무 숲에서 수백만 년 동안 살았으며, 대나무를 먹고 소화하는 적응력이 대나무 숲 서식으로 특화하였다. 하루에 평균 9 ~ 14 kg의 대나무를 먹는다. 이는 영양분이 적어서, 양으로 소화계를 활성해야 하기 때문이다. 결국, 대나무를 먹어서 얻는 적은 양의 에너지가 판다 습성에 영향을 주었다. 이 때문에, 판다는 다른 개체와 교류를 줄이고, 올라가야 하는 경사진 곳을 기피한다.
판다는 두 가지 두드러진 특징이 있는데, 하나는 큰 몸집과 다른 하나는 둥근 얼굴로, 대나무를 먹는 식성에 적응한 결과다. 판다 연구가 러셀 치오촌은 판다는 채식을 하는 고릴라와 유사하게 부피 당 표면적이 낮아서 신진대사율이 낮고 그다지 움직이지 않는 생활 덕분에 적은 영양분으로 살아간다고 확인했다. 마찬가지로, 둥근 얼굴은 단단한 대나무를 씹는 턱 근육이 발달하여 생긴 결과이다.
야생에서 25종의 대나무를 먹는다. 판다가 서식하는 높은 지대에는 대나무 몇 종만이 넓게 퍼져 있다. 대나무는 단백질 레벨이 가장 높다(줄기 부분은 조금 덜하다). 하루에 최대 40회까지 배변을 보기도 한다.
대나무 종 사이의 특징(꽃이 피는 시기, 지는 시기 등)이 다르므로 판다 서식지 주변에 최소한 2종의 대나무가 있어야 굶주리지 않는다. 초식이라고 해도 여전히 곰 이빨은 확실히 남아서, 필요하면 육류, 생선 등의 먹이도 먹는다. 사육 상태에서 대부분 대나무를 먹이로 주고, 가끔 가공한 과자나 과일, 채소 등 다른 먹이를 주기도 한다.

## 유전체학
2009년, 판다의 게놈의 배열 순서를 차세대 염기서열 분석법을 이용하여 밝혔다. 20쌍의 상염색체와 1쌍의 성염색체로 이루어져 있다.

## 분류 및 진화
다음은 곰과의 계통 분류이다.

|  | 태양곰                                                      |
|  |                                                             |
|  | \| \| 아시아흑곰 \| \| \| \| \| \| 아메리카흑곰 \| \| \| \| |
|  |                                                             |
|  | 아시아흑곰                                                  |
|  |                                                             |
|  | 아메리카흑곰                                                |
|  |                                                             |

|  | 아시아흑곰   |
|  |              |
|  | 아메리카흑곰 |
|  |              |

|  | † 동굴곰                                        |
|  |                                                 |
|  | \| \| 불곰 \| \| \| \| \| \| 북극곰 \| \| \| \| |
|  |                                                 |
|  | 불곰                                            |
|  |                                                 |
|  | 북극곰                                          |
|  |                                                 |

|  | 불곰   |
|  |        |
|  | 북극곰 |
|  |        |

|  | 태양곰                                                      |
|  |                                                             |
|  | \| \| 아시아흑곰 \| \| \| \| \| \| 아메리카흑곰 \| \| \| \| |
|  |                                                             |
|  | 아시아흑곰                                                  |
|  |                                                             |
|  | 아메리카흑곰                                                |
|  |                                                             |

|  | 아시아흑곰   |
|  |              |
|  | 아메리카흑곰 |
|  |              |

|  | † 동굴곰                                        |
|  |                                                 |
|  | \| \| 불곰 \| \| \| \| \| \| 북극곰 \| \| \| \| |
|  |                                                 |
|  | 불곰                                            |
|  |                                                 |
|  | 북극곰                                          |
|  |                                                 |

|  | 불곰   |
|  |        |
|  | 북극곰 |
|  |        |

|  | 태양곰                                                      |
|  |                                                             |
|  | \| \| 아시아흑곰 \| \| \| \| \| \| 아메리카흑곰 \| \| \| \| |
|  |                                                             |
|  | 아시아흑곰                                                  |
|  |                                                             |
|  | 아메리카흑곰                                                |
|  |                                                             |

|  | 아시아흑곰   |
|  |              |
|  | 아메리카흑곰 |
|  |              |

|  | † 동굴곰                                        |
|  |                                                 |
|  | \| \| 불곰 \| \| \| \| \| \| 북극곰 \| \| \| \| |
|  |                                                 |
|  | 불곰                                            |
|  |                                                 |
|  | 북극곰                                          |
|  |                                                 |

|  | 불곰   |
|  |        |
|  | 북극곰 |
|  |        |

|  | 태양곰                                                      |
|  |                                                             |
|  | \| \| 아시아흑곰 \| \| \| \| \| \| 아메리카흑곰 \| \| \| \| |
|  |                                                             |
|  | 아시아흑곰                                                  |
|  |                                                             |
|  | 아메리카흑곰                                                |
|  |                                                             |

|  | 아시아흑곰   |
|  |              |
|  | 아메리카흑곰 |
|  |              |

|  | † 동굴곰                                        |
|  |                                                 |
|  | \| \| 불곰 \| \| \| \| \| \| 북극곰 \| \| \| \| |
|  |                                                 |
|  | 불곰                                            |
|  |                                                 |
|  | 북극곰                                          |
|  |                                                 |

|  | 불곰   |
|  |        |
|  | 북극곰 |
|  |        |

|  | 태양곰                                                      |
|  |                                                             |
|  | \| \| 아시아흑곰 \| \| \| \| \| \| 아메리카흑곰 \| \| \| \| |
|  |                                                             |
|  | 아시아흑곰                                                  |
|  |                                                             |
|  | 아메리카흑곰                                                |
|  |                                                             |

|  | 아시아흑곰   |
|  |              |
|  | 아메리카흑곰 |
|  |              |

|  | † 동굴곰                                        |
|  |                                                 |
|  | \| \| 불곰 \| \| \| \| \| \| 북극곰 \| \| \| \| |
|  |                                                 |
|  | 불곰                                            |
|  |                                                 |
|  | 북극곰                                          |
|  |                                                 |

|  | 불곰   |
|  |        |
|  | 북극곰 |
|  |        |

|  | 태양곰                                                      |
|  |                                                             |
|  | \| \| 아시아흑곰 \| \| \| \| \| \| 아메리카흑곰 \| \| \| \| |
|  |                                                             |
|  | 아시아흑곰                                                  |
|  |                                                             |
|  | 아메리카흑곰                                                |
|  |                                                             |

|  | 아시아흑곰   |
|  |              |
|  | 아메리카흑곰 |
|  |              |

|  | † 동굴곰                                        |
|  |                                                 |
|  | \| \| 불곰 \| \| \| \| \| \| 북극곰 \| \| \| \| |
|  |                                                 |
|  | 불곰                                            |
|  |                                                 |
|  | 북극곰                                          |
|  |                                                 |

|  | 불곰   |
|  |        |
|  | 북극곰 |
|  |        |

|  | 태양곰                                                      |
|  |                                                             |
|  | \| \| 아시아흑곰 \| \| \| \| \| \| 아메리카흑곰 \| \| \| \| |
|  |                                                             |
|  | 아시아흑곰                                                  |
|  |                                                             |
|  | 아메리카흑곰                                                |
|  |                                                             |

|  | 아시아흑곰   |
|  |              |
|  | 아메리카흑곰 |
|  |              |

|  | † 동굴곰                                        |
|  |                                                 |
|  | \| \| 불곰 \| \| \| \| \| \| 북극곰 \| \| \| \| |
|  |                                                 |
|  | 불곰                                            |
|  |                                                 |
|  | 북극곰                                          |
|  |                                                 |

|  | 불곰   |
|  |        |
|  | 북극곰 |
|  |        |

|  | 태양곰                                                      |
|  |                                                             |
|  | \| \| 아시아흑곰 \| \| \| \| \| \| 아메리카흑곰 \| \| \| \| |
|  |                                                             |
|  | 아시아흑곰                                                  |
|  |                                                             |
|  | 아메리카흑곰                                                |
|  |                                                             |

|  | 아시아흑곰   |
|  |              |
|  | 아메리카흑곰 |
|  |              |

|  | † 동굴곰                                        |
|  |                                                 |
|  | \| \| 불곰 \| \| \| \| \| \| 북극곰 \| \| \| \| |
|  |                                                 |
|  | 불곰                                            |
|  |                                                 |
|  | 북극곰                                          |
|  |                                                 |

|  | 불곰   |
|  |        |
|  | 북극곰 |
|  |        |

|  | 태양곰                                                      |
|  |                                                             |
|  | \| \| 아시아흑곰 \| \| \| \| \| \| 아메리카흑곰 \| \| \| \| |
|  |                                                             |
|  | 아시아흑곰                                                  |
|  |                                                             |
|  | 아메리카흑곰                                                |
|  |                                                             |

|  | 아시아흑곰   |
|  |              |
|  | 아메리카흑곰 |
|  |              |

|  | † 동굴곰                                        |
|  |                                                 |
|  | \| \| 불곰 \| \| \| \| \| \| 북극곰 \| \| \| \| |
|  |                                                 |
|  | 불곰                                            |
|  |                                                 |
|  | 북극곰                                          |
|  |                                                 |

|  | 불곰   |
|  |        |
|  | 북극곰 |
|  |        |

|  | 태양곰                                                      |
|  |                                                             |
|  | \| \| 아시아흑곰 \| \| \| \| \| \| 아메리카흑곰 \| \| \| \| |
|  |                                                             |
|  | 아시아흑곰                                                  |
|  |                                                             |
|  | 아메리카흑곰                                                |
|  |                                                             |

|  | 아시아흑곰   |
|  |              |
|  | 아메리카흑곰 |
|  |              |

|  | † 동굴곰                                        |
|  |                                                 |
|  | \| \| 불곰 \| \| \| \| \| \| 북극곰 \| \| \| \| |
|  |                                                 |
|  | 불곰                                            |
|  |                                                 |
|  | 북극곰                                          |
|  |                                                 |

|  | 불곰   |
|  |        |
|  | 북극곰 |
|  |        |

|  | 태양곰                                                      |
|  |                                                             |
|  | \| \| 아시아흑곰 \| \| \| \| \| \| 아메리카흑곰 \| \| \| \| |
|  |                                                             |
|  | 아시아흑곰                                                  |
|  |                                                             |
|  | 아메리카흑곰                                                |
|  |                                                             |

|  | 아시아흑곰   |
|  |              |
|  | 아메리카흑곰 |
|  |              |

|  | † 동굴곰                                        |
|  |                                                 |
|  | \| \| 불곰 \| \| \| \| \| \| 북극곰 \| \| \| \| |
|  |                                                 |
|  | 불곰                                            |
|  |                                                 |
|  | 북극곰                                          |
|  |                                                 |

|  | 불곰   |
|  |        |
|  | 북극곰 |
|  |        |

|  | 태양곰                                                      |
|  |                                                             |
|  | \| \| 아시아흑곰 \| \| \| \| \| \| 아메리카흑곰 \| \| \| \| |
|  |                                                             |
|  | 아시아흑곰                                                  |
|  |                                                             |
|  | 아메리카흑곰                                                |
|  |                                                             |

|  | 아시아흑곰   |
|  |              |
|  | 아메리카흑곰 |
|  |              |

|  | † 동굴곰                                        |
|  |                                                 |
|  | \| \| 불곰 \| \| \| \| \| \| 북극곰 \| \| \| \| |
|  |                                                 |
|  | 불곰                                            |
|  |                                                 |
|  | 북극곰                                          |
|  |                                                 |

|  | 불곰   |
|  |        |
|  | 북극곰 |
|  |        |

|  | 태양곰                                                      |
|  |                                                             |
|  | \| \| 아시아흑곰 \| \| \| \| \| \| 아메리카흑곰 \| \| \| \| |
|  |                                                             |
|  | 아시아흑곰                                                  |
|  |                                                             |
|  | 아메리카흑곰                                                |
|  |                                                             |

|  | 아시아흑곰   |
|  |              |
|  | 아메리카흑곰 |
|  |              |

|  | † 동굴곰                                        |
|  |                                                 |
|  | \| \| 불곰 \| \| \| \| \| \| 북극곰 \| \| \| \| |
|  |                                                 |
|  | 불곰                                            |
|  |                                                 |
|  | 북극곰                                          |
|  |                                                 |

|  | 불곰   |
|  |        |
|  | 북극곰 |
|  |        |

|  | 태양곰                                                      |
|  |                                                             |
|  | \| \| 아시아흑곰 \| \| \| \| \| \| 아메리카흑곰 \| \| \| \| |
|  |                                                             |
|  | 아시아흑곰                                                  |
|  |                                                             |
|  | 아메리카흑곰                                                |
|  |                                                             |

|  | 아시아흑곰   |
|  |              |
|  | 아메리카흑곰 |
|  |              |

|  | † 동굴곰                                        |
|  |                                                 |
|  | \| \| 불곰 \| \| \| \| \| \| 북극곰 \| \| \| \| |
|  |                                                 |
|  | 불곰                                            |
|  |                                                 |
|  | 북극곰                                          |
|  |                                                 |

|  | 불곰   |
|  |        |
|  | 북극곰 |
|  |        |

|  | 태양곰                                                      |
|  |                                                             |
|  | \| \| 아시아흑곰 \| \| \| \| \| \| 아메리카흑곰 \| \| \| \| |
|  |                                                             |
|  | 아시아흑곰                                                  |
|  |                                                             |
|  | 아메리카흑곰                                                |
|  |                                                             |

|  | 아시아흑곰   |
|  |              |
|  | 아메리카흑곰 |
|  |              |

|  | † 동굴곰                                        |
|  |                                                 |
|  | \| \| 불곰 \| \| \| \| \| \| 북극곰 \| \| \| \| |
|  |                                                 |
|  | 불곰                                            |
|  |                                                 |
|  | 북극곰                                          |
|  |                                                 |

|  | 불곰   |
|  |        |
|  | 북극곰 |
|  |        |

|  | 태양곰                                                      |
|  |                                                             |
|  | \| \| 아시아흑곰 \| \| \| \| \| \| 아메리카흑곰 \| \| \| \| |
|  |                                                             |
|  | 아시아흑곰                                                  |
|  |                                                             |
|  | 아메리카흑곰                                                |
|  |                                                             |

|  | 아시아흑곰   |
|  |              |
|  | 아메리카흑곰 |
|  |              |

|  | † 동굴곰                                        |
|  |                                                 |
|  | \| \| 불곰 \| \| \| \| \| \| 북극곰 \| \| \| \| |
|  |                                                 |
|  | 불곰                                            |
|  |                                                 |
|  | 북극곰                                          |
|  |                                                 |

|  | 불곰   |
|  |        |
|  | 북극곰 |
|  |        |

판다는 곰과 너구리의 특징을 공유해서 분류학에서 정확한 유전 위치를 수십 년 동안 논의하였다. 그러나 분자유전학 연구로, 곰과의 주 가지에서 분화하였지만 여전히 곰과에 속한다고 결론을 내었다. 현재, 안경곰이 판다와 가장 근연 관계가 깊다. 살아있는 화석으로 여겨긴다.
레서판다와 이름이 비슷하고 서식지, 먹이는 물론이고 가짜 "엄지"도 같지만, 근연 관계는 아니다. 레서판다는 '곰과'가 아니라 '족제비상과' 족제비, 아메리카 너구리와 근연 관계인 레서판다과에 속한다.

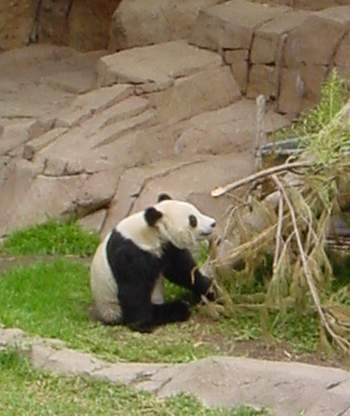
1999년, 샌디에이고 동물원에서 태어난 후아 메이

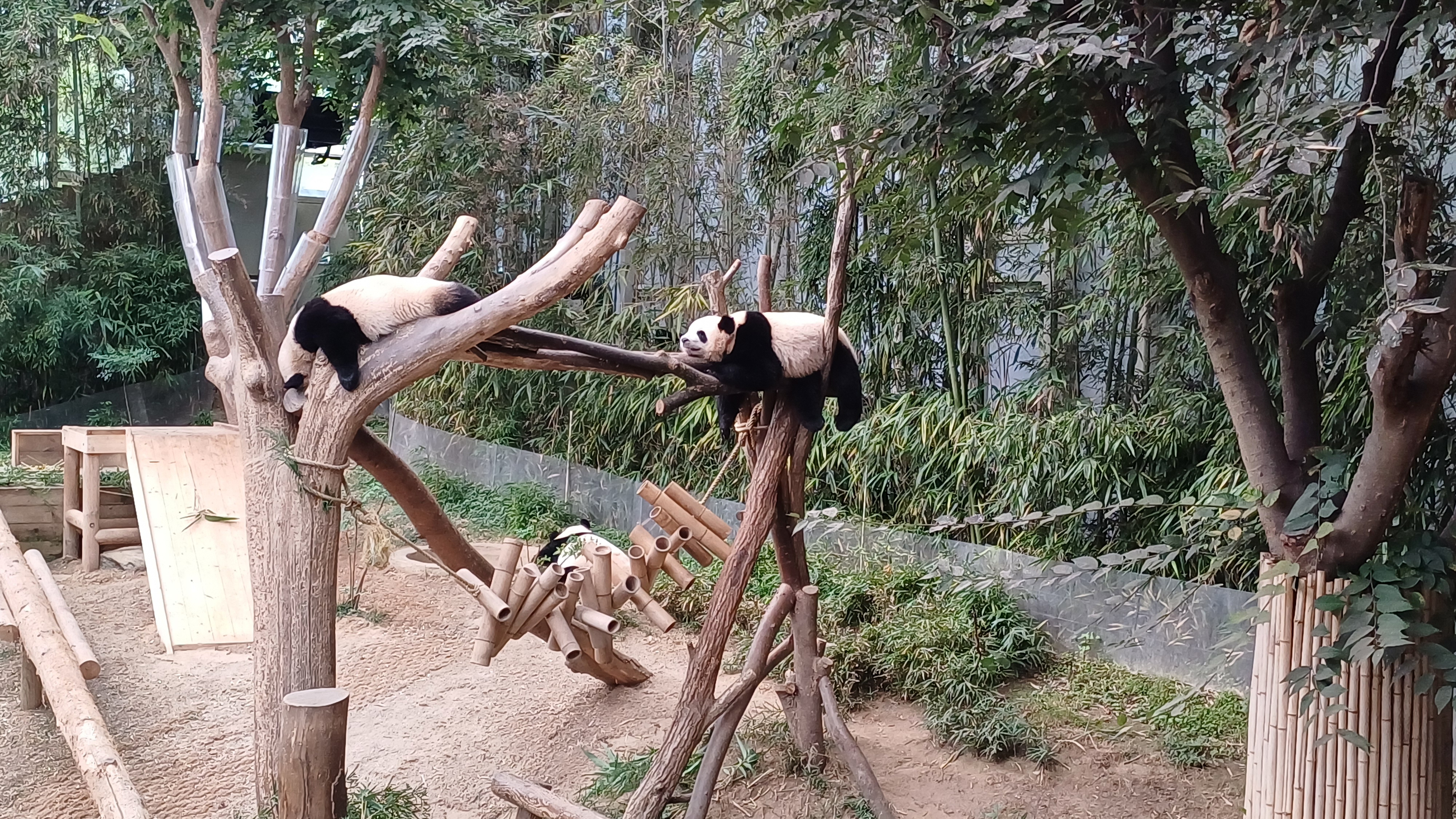
2024년 10월 9일 에버랜드에서 찍은 사진

### 아종
여러 가지 특징을 기초로 연구한 결과, 2종의 아종을 확인했다.
- Ailuropoda melanoleuca melanoleuca

주 종으로 현존하는 판다 대부분이 속한다. 주로 쓰촨성에서 서식하며 검은색과 흰색의 대비를 보인다.
- Ailuropoda melanoleuca qinlingensis[49](친링 판다)

친링산맥에서만 서식한다. 암갈색과 연갈색의 대비를 보인다. 주 종보다 몸집은 작고, 어금니는 크다.

## 인간과의 관계

### 옛 문헌
과거에는 고귀한 생물로 여겼다. 전한 문제 모후인 박태후를 죽은 뒤에 판다 두개골과 함께 묻었다. 당 태종 손자는 우호의 표시로 두 마리 판다와 가죽을 일본에 보냈다고 전한다. 고대 중국에서 다른 동물들과 달리 의학적인 용도로는 좀처럼 사용하지 않았으나, 쓰촨 성 사람들은 우연히 삼킨 바늘을 녹이려고 판다의 소변을 이용하고 월경을 제어하려고 생가죽을 이용했다고 진나라 때 사전 이아에 기록이 있다.
여러 고서에는 "맥(貘)"이라고 언급했다. 후한 때 한자 사전인 설문해자에는 "맥은 쓰촨 성에 서식하고, 생김새는 곰과 같으며, 노란색과 검은색을 띤다." 고 기록했다. 한편, 이아에는 "하얀 표범"이라고 간단하게 기록했다. 판다를 참고로 전설 상의 생물, "비휴(貔貅)"를 묘사한 기록도 흔하다.
명의 영락제가 통치할 때, 카이펑에 사는 그의 친척이 영락제에게 '추우'를 잡아 온 일화가 있다. 추우는 중국 전설에 등장하는 상서로운 짐승으로 기린과 비슷한 성향이다. 성인의 덕에 감동할 때만 나타나며, 호랑이처럼 험악하게 생겼지만 온화하고 살아 있는 풀은 먹지 않는다고 한다. 보통은 흰 호랑이에 검은 반점이 있는 형태로 묘사한다. 이 점에 의문이 있던 중국학자 드위번다크는 "이것이 판다가 아닐까요?"라고 했다.
판다는 중국 역사 상 여러 곳에서 등장하지만 그림으로 그린 경우는 많지 않다. 고대 중국에 곰을 묘사한 미술품은 있다. 중국 화가들에게 대나무가 가장 좋은 소재였으므로 판다가 사는 대나무 숲 앞에서도 대나무만 그렸다. 그 탓에 20세기 초반까지 판다를 표현한 미술 작품은 없다.

### 서양인의 발견
1869년 3월 11일에 프랑스 선교사인 아르망 다비드에게 한 사냥꾼이 판다 가죽을 주어서 판다가 서양에 알려졌다. 최초로 살았던 판다를 봤었다는 서양인은 독일의 동물학자인 후고 베이골드이다. 그는 1916년에 새끼 판다를 구입했다. 커밋 루스벨트, 시어도어 루스벨트 주니어는 최초로 판다를 사냥했다. 1936년에 루스 하크니스는 자국으로 판다를 데려온 최초의 서양인으로, 이 때, 데려온 새끼 판다의 이름은 "수 린"이었다. 수 린을 시카고 브룩필드 동물원으로 보냈다. 1938년에는 다섯 마리의 판다를 런던으로 반입했다. 그러나 이런 활동은 전쟁으로 다음 반 세기까지 하지 못했고, 1960년대까지도 서양인들은 판다 관련 정보 수집이나 연구를 하지 못하였다. 

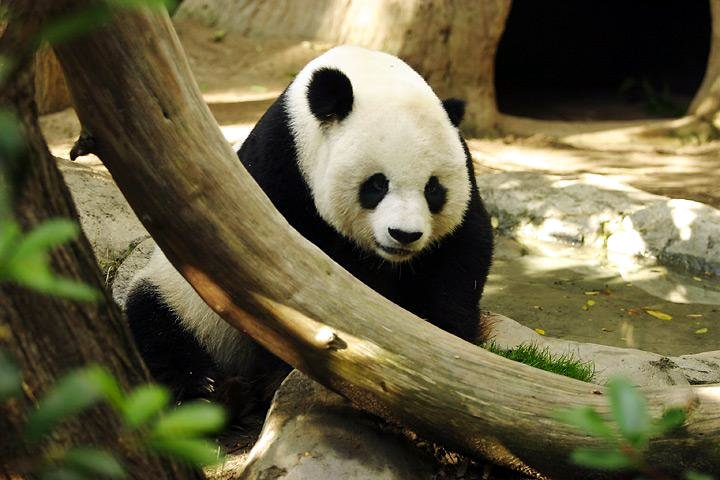
샌디에이고 동물원의 수컷 판다, 가오 가오.

### 판다 외교
1970년대 중화인민공화국은 외교 일환으로 미국과 일본에 판다를 빌려주어 최초로 서구와 문화 교류를 맺었다. 이것을 일컬어 "판다 외교"라고 한다.
그러나 1984년부터 다른 국가에 대여 기간을 10년으로 정하고, 1년에 미화로 백만 달러를 받는다. 게다가 타국에서 태어나는 새끼 판다도 중화인민공화국 정부 소유며, 본격적인 번식 가능 연령인 만 4세 이전에 반환해야 한다. 푸바오도 이 연령대에 맞춰서 청두시에 있는 기지로 반환했다. 때문에, 판다는 더 이상 선물과는 거리가 멀어졌다.
2005년 5월, 중화인민공화국은 한 쌍의 판다를 중화민국에 요청해서, 양안 관계가 양국 관계처럼 보여 화제가 되었다. 2006년, 중국 공산당 측이 이 판다 한 쌍의 이름을 공모하여, 마침내, 퇀퇀과 위안위안으로 결정했다. 이 이름은 团圆→흩어졌다가 다시 모이다에서 따왔다. 처음에는 천수이볜이 거절했지만, 2008년에 마잉주가 총통에 당선되면서 중국 공산당 제안을 수락했다. 이윽고, 그해 12월, 한 쌍의 판다가 도착했다.

## 보존
번식률이 낮은 데다가 인간의 활동으로 서식지가 감소하여, 현재는 멸종취약종이다.
판다를 서구에 알린 이후로, 종종 밀렵꾼의 표적이 되었다. 1930년대에 중일 전쟁과 국공 내전으로 외국인은 밀렵을 못했으나, 현지인은 가죽을 노리고 판다 밀렵을 했다. 1949년 이후, 인구 수가 급격히 증가하면서 판다 서식지로 인간들의 거주지를 늘렸다. 이후 일어난 기근으로 판다를 포함해 야생동물 사냥이 증가했다. 문화 혁명 동안 모든 판다 연구와 보존 활동을 중지했다. 개혁개방 이후, 홍콩과 일본에서 판다 가죽 수요가 늘자 암거래가 활발했다. 그 당시에 정부의 관리나 처벌은 없었다.

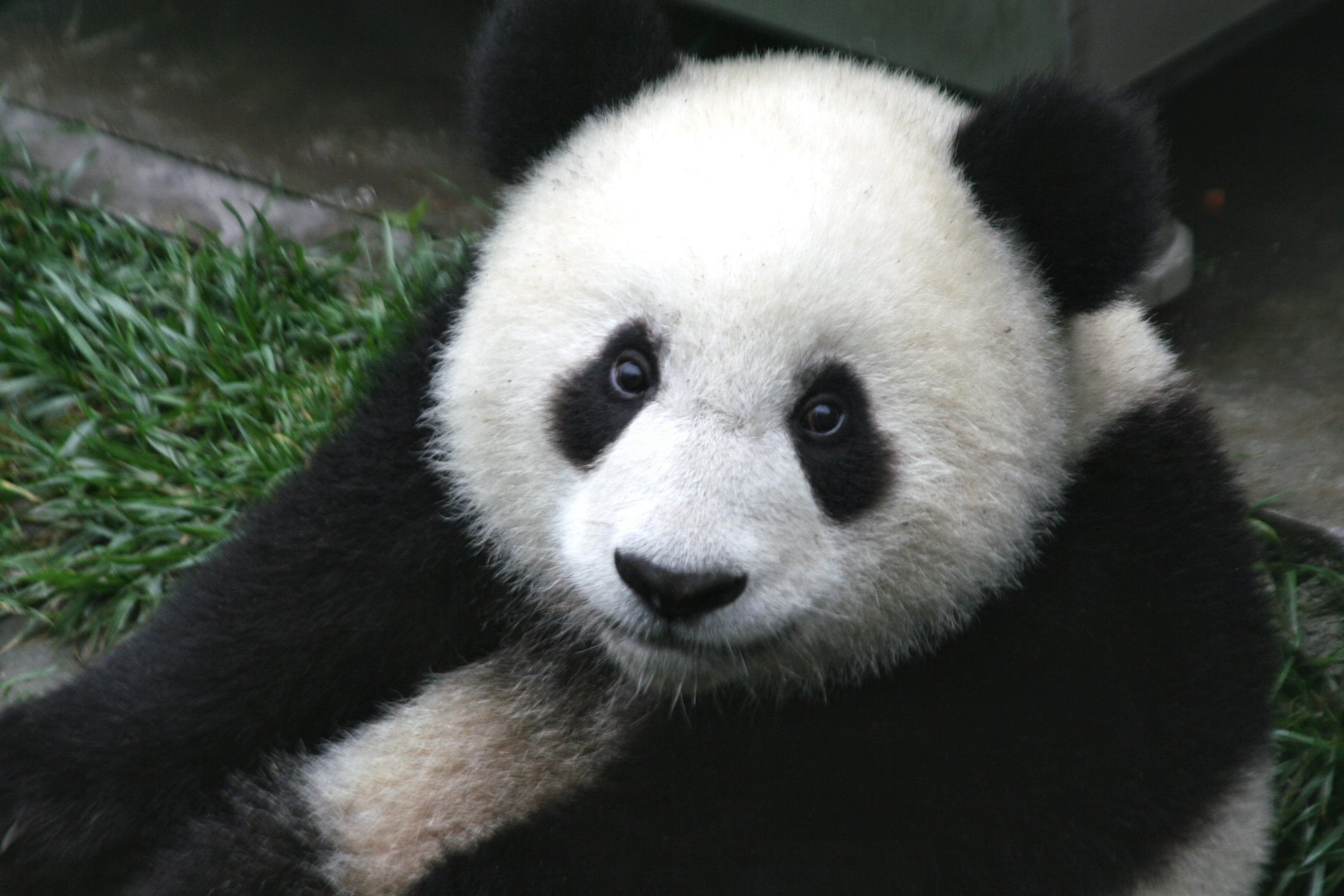
쓰촨성 워룽 자연 보호구의 생후 7개월 난 대왕판다

1958년, 중화인민공화국 정부는 개체 수 감소를 막으려고 워룽 자연 보호구를 지정하는 노력을 했지만, 생태학 지식과 경험이 부족해서, 큰 효과를 거두지 못했다. 흔히 동물을 보호하는 가장 간단하고 효과적인 방법으로 우리 속에서 길러야 한다고 생각하므로 판다에게도 그와 같이 적용했다. 그 결과, 개체 수는 감소하지 않았으나, 악조건 속에서 판다들이 고통을 받았다.
환경 오염, 서식지 파괴, 개체 수 분리 등 여러 가지 문제로 야생 판다 번식률은 극도로 떨어졌다. 그러나 1990년대, 동물 보호법을 제정하면서 상황은 조금 나아졌다. 이런 노력 덕분에 특정 구역 개체 수는 증가하였지만, 아직 희소종에서 벗어나지 못했다.
2006년 야생 판다 개체 수는 1,000마리라는 연구 결과가 나왔다. 그러나 오류였고, 실제로 3,000마리 가량이라고 추정한다. 아직 희소종이지만 현재는 보존 활동을 활발하게 하여서 지난 20년간 단 13마리만 태어났지만, 2006년에만 중국에서 40마리가 늘었다.
판다 서식지 중에서도 쓰촨 자이언트판다 서식지를 세계문화유산에 등록했다.
모든 보호론자들은 판다 보호 비용이 효율적이라고 생각하지 않는다. 영국 박물학자, 크리스 패컴은 판다가 살아야 할 서식지가 충분하지 않으므로 가둬 놓고 기르는 방식은 무의미한 행동이라고 주장했다. 그리고 판다에 드는 비용은 더 필요한 곳에 사용하라고 발언하였다. 또, 만일 내게 판다 보존에 드는 비용을 쓴다면 책상 위로 돌려서 나를 위해 좀 더 실용적인 일을 하려고 마지막 판다라도 먹겠다라고 발언했다. 그러나 후에 이 발언으로 분개한 사람들에게 사과했다. 그는 지난 반 세기 동안 동물 보호 비용 중에서 판다 보호 비용이 가장 많았다고 지적했다.
2012년, 어스와치 연구소는 "On the Trail of Giant Panda→판다를 쫓아서"라는 프로그램을 시작했다. 이 프로그램은 워룽 자연 보호구에서 진행하며, 봉사자들이 판다를 가까이에서 돌보고, 야생 생활에 적응하도록 돕는 프로그램이다.

## 번식

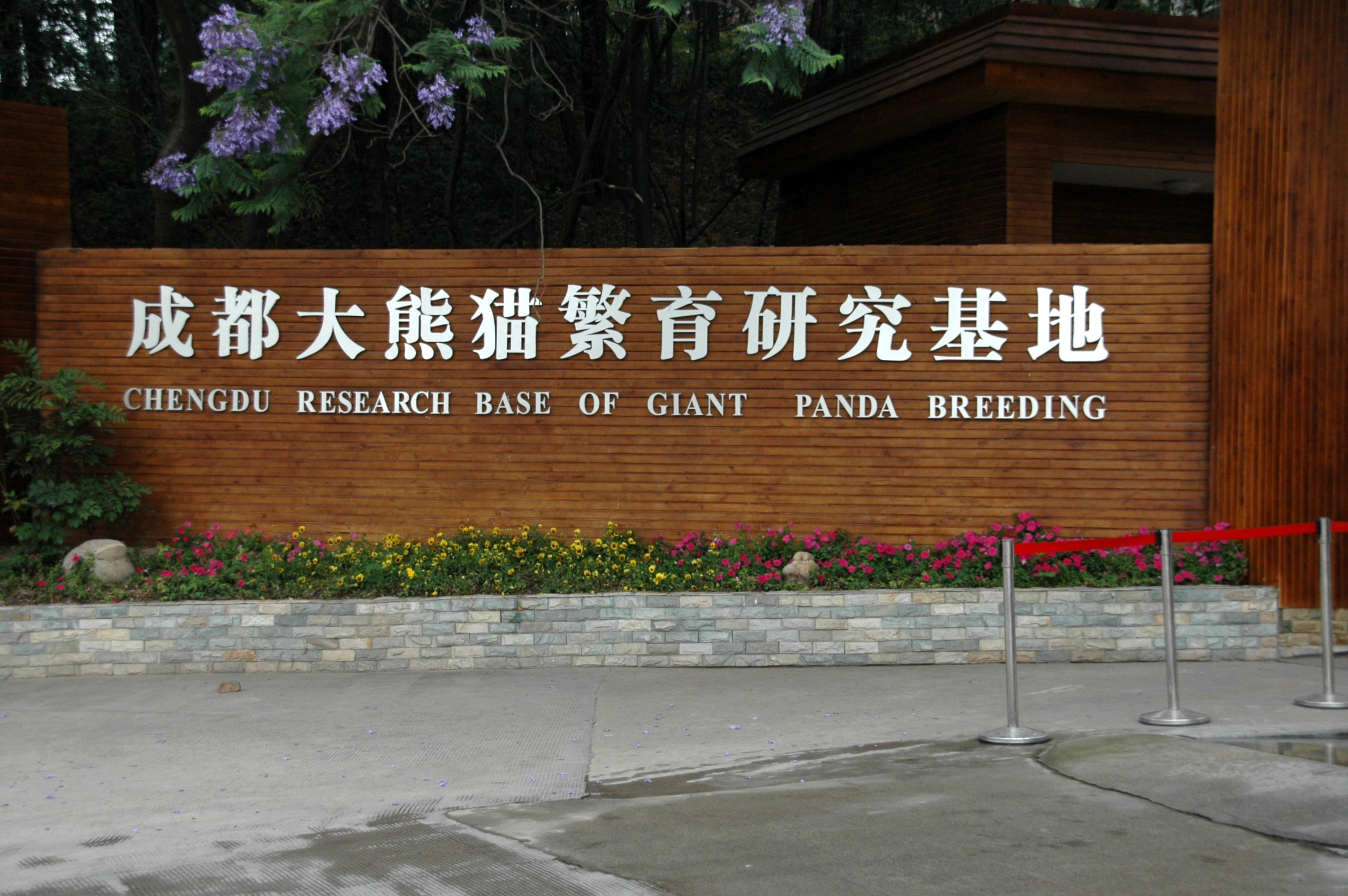
청두 자이언트판다 번식 연구소

처음에는 인공수정으로 판다를 번식하려 했지만, 갇힌 상태에서 짝짓기에 흥미를 보이지 않았다. 그래서 연구가들은 판다가 짝짓기하는 영상을 틀거나 수컷에게 비아그라를 주는, 자극적인 방법을 쓰기도 했다. 최근에 새로운 방법을 이용하여서 아메리카흑곰 번식율에 견줄 정도로 번식 성공률이 높다. 현재 번식율은 2년에 한 마리 꼴이다.
판다는 4~8살이 되면서 성적으로 성숙하여 20살까지 번식한다. 번식기는 암컷 발정기인 3월에서 5월까지이고, 1년에 한 번, 이틀에서 사흘 정도 지속한다. 짝짓기 시간은 30초에서 5분 정도이고, 임신 기간은 95 ~ 160일이다.
야생에서 쌍둥이가 태어나면, 어미가 더 강한 새끼를 선택하므로 선택 받지 못한 새끼는 죽는다. 이것은 어미는 체내에 지방을 축적하지 않는 판다 특성 탓에 두 마리 모두에게 젖을 주지 못하므로그 같이 선택한다고 본다.
갓 태어난 새끼는 분홍색이고, 앞을 못 보며, 이빨은 없다. 몸무게는 90 ~ 130 g으로 대략 어미의 1/800이다. 어미 품에서 하루에 30분간 6 ~ 14회 젖을 먹는다. 어미는 하루에 3 ~ 4시간 동안 먹이를 구하려고 거처를 비우는데 이때가 새끼는 완전히 무방비 상태로 서식지에 있다.
태어난 지 1 ~ 2주가 지나면, 피부는 회색빛으로 서서히 변하며, 마침내 완전히 검은 색이 된다. 간혹, 가죽에 분홍빛이 나는 경우가 있는데, 이는 어미 침과 새끼 가죽 사이에서 일어나는 화학 작용 때문이다.
태어난지 한 달이 지나면, 몸의 무늬를 완성한다. 가죽은 나이를 먹으면서 매우 부드럽고 굵어진다. 75 ~ 80일이 지나면 기기 시작하고, 어미와 놀기도 한다.
반 년이 지나면, 조금이지만 대나무를 먹는다. 새끼 판다는 일 년에 45 kg씩 살이 붙으며, 태어난 후 18 ~ 24개월까지 어미 곁에서 지낸다.
2009년 7월, 중국에서 최초로 냉동 정자를 이용한 인공 수정으로 판다 새끼가 태어났다. 이 판다는 11살, "유유"의 세 번째 새끼로 쓰촨 성에서 7월 23일, 07시 41분에 태어났다. 액체 질소로 정자를 얼리는 기술은 1980년 최초로 개발했으며 근친교배 가능성을 줄이는 해결책이다. 판다의 정액은 10년 동안 냉동이 가능하므로, 냉동 정자를 다른 장소로 옮겨도 번식이 가능하다.
복제한 판다 배아를 다른 종의 자궁에 심는, 종간교배도 시도했지만 살지는 못했다.
대한민국은 에버랜드에서 판다 3마리 번식을 성공했다

## 백색증 대왕판다
중국 남서부 쓰촨성 워룽자연보호구에서 지난 4월 해발 2000m 지역의 숲속에 설치한 적외선 카메라로 백색증 대왕판다를 찍었다며 사진을 공개했다.
백색증은 멜라닌 색소 결핍으로 눈, 피부 등에 색소가 부족한 선천성 유전 질환이다. 일반적인 판다는 눈 주위와 네 다리가 검은색이고 나머지 부분은 흰색이지만, 사진 속 판다는 온몸이 흰색이며 붉은 눈이었다. 이 판다 나이는 1~2살로 추정하며 성별은 구별하지 못하였다.
야생 판다는 대부분 무리와 떨어져 외딴 지역에 혼자 살아 연구하기가 어려우므로 워룽자연보호구는 보호 지역 내에 더 많은 카메라를 설치해 백색증 대왕판다 성장, 번식과 주위 판다와 상호 작용을 관찰할 계획이라고 한다. 백색증 대왕판다는 수컷과 암컷 판다가 모두 백색증 유전자를 지닐 경우에만 태어난다고 한다.

## 개체수 변화
| 연도 | 야생 개체 수 | 변화 | 포획 | 변화 | 전체  | 변화 |
| ---- | ------------ | ---- | ---- | ---- | ----- | ---- |
| 1976 | 1,000        | n/a  | n/a  | n/a  | n/a   | n/a  |
| 1985 | 800–1,200    | n/a  | n/a  | n/a  | n/a   | n/a  |
| 1987 | >1,000       | n/a  | n/a  | n/a  | n/a   | n/a  |
| 1994 | 1,200        | n/a  | n/a  | n/a  | n/a   | n/a  |
| 1995 | 1,000        | −200 | n/a  | n/a  | n/a   | n/a  |
| 2003 | 1,596        | +596 | 164  | n/a  | 1,760 | n/a  |
| 2012 | n/a          | n/a  | 341  | +178 | n/a   | n/a  |
| 2013 | 1,864        | +268 | 375  | +34  | 2,239 | +479 |